# Kawasaki Ki-56
Mit dem Eintritt Japans in den Zweiten Weltkrieg übernahm die japanische Luftwaffe die amerikanische Lockheed Super Electra, die von Japan Airways eingesetzt wurden.
Kawasaki modifizierte das Transportflugzeug gemäß den japanischen Anforderungen und produzierte es als Ki-56 (alliierter Codename Thalia).

## Technische Daten
| Kenngröße             | Daten                                                     |
| --------------------- | --------------------------------------------------------- |
| Besatzung             | 3–4                                                       |
| Länge                 | 15 m                                                      |
| Spannweite            | 19,64 m                                                   |
| Höhe                  | 3,60 m                                                    |
| Flügelfläche          | 51,20 m²                                                  |
| Flügelstreckung       | 7,5                                                       |
| Nutzlast              | 2400 kg oder 14 Passagiere                                |
| Leermasse             | 4672 kg                                                   |
| max. Startmasse       | 8024 kg                                                   |
| Antrieb               | zwei Sternmotoren Mitsubishi Ha-25 mit je 990 PS (728 kW) |
| Höchstgeschwindigkeit | 398 km/h in 3400 m Höhe                                   |
| Dienstgipfelhöhe      | 7400 m                                                    |
| Reichweite            | 3300 km                                                   |